# Logan Ramsey
Logan Carlisle Ramsey, Jr. (* 21. März 1921 in Long Beach, Kalifornien; † 26. Juni 2000 in Los Angeles, Kalifornien) war ein US-amerikanischer Schauspieler.

## Leben
Ramsey hatte sein Bühnendebüt 1940 als Bardolph in Heinrich IV., Teil 1. Sein Debüt am Broadway feierte er 1950 als Christy in The Devil's Disciple am Royale Theatre. Bereits 1948 war er in der Ford Theatre Hour erstmals im US-amerikanischen Fernsehen zu sehen. 1951 wurde er als vielversprechendster Schauspieler mit dem Clarence Derwent Award ausgezeichnet. Bis Mitte der 1960er Jahre trat er in Broadwayproduktionen auf und betrieb mit seiner Frau in Philadelphia das Theatre of the Living Arts, danach verschob sich sein Arbeitsmittelpunkt zu Film und Fernsehen.
Seinen ersten Spielfilmauftritt absolvierte Ramsey 1957 in Elia Kazans Drama Ein Gesicht in der Menge, wobei er jedoch im Abspann nicht genannt wurde. Ramsey war aufgrund seines Äußeren auf bestimmte Rollen festgelegt; so wurde er als Südstaaten-Sheriff, verängstigter Provinzler oder religiöser Eiferer besetzt. Spielfilmrollen hatte er unter anderem in Der Gauner, Mit Vollgas nach San Fernando und Die Geister, die ich rief …. Über vier Jahrzehnte lang war er im Fernsehen zu sehen, hier hatte er unter anderem einen Gastauftritt in der zweiten Staffel von Raumschiff Enterprise als Prokonsul Claudius Marcus.
Ramsey war von 1954 bis zu deren Tod 1988 mit der Schauspielerin Anne Ramsey verheiratet.

## Filmografie (Auswahl)

### Fernsehen
- 1962, 1964: Preston & Preston (The Defenders, 2 Folgen)
- 1968: Raumschiff Enterprise (Star Trek)
- 1968: Kobra, übernehmen Sie (Mission Impossible, Folgen 3x22 "Nicole" und 4x14-16 "Der Falke")
- 1968: Solo für O.N.C.E.L. (The Man from U.N.C.L.E.)
- 1971: Hawaii Fünf-Null (Hawaii Five-0)
- 1973: The New Perry Mason
- 1975: Die knallharten Fünf (S.W.A.T.)
- 1977: Drei Engel für Charlie (Charlie’s Angels)
- 1978: Detektiv Rockford – Anruf genügt (The Rockford Files)
- 1978: Mork vom Ork (Mork & Mindy)
- 1979: Kampfstern Galactica (Battlestar Galactica)
- 1979: Roots – Die nächsten Generationen (Roots: The Next Generations)
- 1981: Die unglaublichen Geschichten von Roald Dahl (Tales of the Unexpected)
- 1982: Knight Rider Staffel 1 Folge 8: „Ein Richter spielt sein Spiel“ (No Big Thing)
- 1983: Der Feuersturm (Winds of War)
- 1985: Simon & Simon
- 1986: Ein Engel auf Erden (Highway to Heaven)
- 1988: Alf Staffel 2 Folge 20: "Ein Widersacher auf vier Beinen" (You Ain’t Nothing But A Hound Dog)
- 1988: Hunter
- 1989: Harrys wundersames Strafgericht (Night Court)
- 1990: In der Hitze der Nacht (In the Heat of the Night)
- 1991: Mord ist ihr Hobby (Murder, She Wrote, Staffel 8 Folge 6: Gewitter über New Orleans (Judge Not))

### Film
- 1961: … der werfe den ersten Stein (The Hoodlum Priest)
- 1967: 25 000 Dollar für einen Mann (Banning)
- 1968: Wie stehle ich die Welt (How to Steal the World)
- 1969: Der Gauner (The Reivers)
- 1971: Ass auf Rädern  (Jump)
- 1973: Der Große aus dem Dunkeln (Walking Tall)
- 1974: Spur der Gewalt (Busting)
- 1975: Fahr zur Hölle, Liebling (Farewell, My Lovely)
- 1976: Der Goldschatz der Matecumbe (Treasure of Matecumbe)
- 1980: Mit Vollgas nach San Fernando (Any Which Way You Can)
- 1986: Say Yes!
- 1988: Die Geister, die ich rief … (Scrooged)
- 1988: Faule Tricks und fromme Sprüche (Pass the Ammo)
- 1989: Die Schattenmacher (Fat Man and Little Boy)

## Broadway
- 1950: The Devil’s Disciple
- 1951: The High Ground
- 1953–1954: In the Summer House
- 1956–1957: The Good Woman of Setzuan
- 1959–1960: Sweet Bird of Youth
- 1963–1964: Marathon '33
- 1966: The Great Indoors

## Auszeichnungen
- 1951: Clarence Derwent Award für High Ground